# Graham Vick
Sir Graham Vick (Birkenhead, 30 dicembre 1953 – Londra, 17 luglio 2021) è stato un regista teatrale inglese, conosciuto per le sue regie sperimentali e anticonformiste delle opere tradizionali e moderne.

## Biografia
Dopo gli studi al Royal Northern College of Music, all'età di ventiquattro anni esordì alla regia di  Savitri di Gustav Holst per la Scottish Opera, di cui diventò direttore di produzione nel 1984. Nel 1987 fondò la Birmingham Opera Company, di cui fu direttore artistico fino alla morte. Dal 1994 al 2000, Vick fu direttore della produzione al Glyndebourne Opera. Inoltre, lavorò di frequente al Teatro alla Scala, dove inaugurò la stagione 1997/1998 con un allestimento di Macbeth diretto da Riccardo Muti e curò la regia di Otello con Placido Domingo nel 2001, l'Eugenio Onegin di Čajkovskij nel 2005 e Die tote Stadt nel 2019.
Vick è morto per una grave forma di COVID-19 il 17 luglio 2021.